# グッド・シャーロット
グッド・シャーロット (Good Charlotte) は、1995年にアメリカ合衆国メリーランド州で結成された5人組パンク・ロック・バンドである。日本では「グッシャー」と略されることがある。

## 来歴
2000年に1stアルバム『グッド・シャーロット(Good Charlotte)』でメジャーデビュー。
2002年に発売された2ndアルバム『ヤング・アンド・ホープレス(The Young And The Hopeless)』収録の「Lifestyle Of The Rich & Famous」や「The Anthem」がヒット。アルバム自体の全世界トータルセールスも、500万枚を超えるモンスターアルバムとなる。
2004年には、前作より、更にダークでポップなアルバム『クロニクル・オヴ・ライフ・アンド・デス(The Chronicles of Life and Death)』をリリース。
2005年のソニックマニアでは当初トリを務める予定だったBECKとの交渉が纏まらず、替わりにトリを務めた。
2007年発売の『グッド・モーニング・リバイバル(Good Morning Revival)』では、ダンサブルなパンク・ロックへと路線を変更したが、大成功を収めた。
2010年、過去4作のアルバムにおいて、所属・販売していたエピック・レコードを離れ、新たにキャピトル・レコードへ移籍した。キャピトル・レコードからのバンドとしての5thアルバム『カーディオロジー(Cardiology)』は2010年10月に日本で先行発売された。アルバムの日本盤ボーナス・トラックには、同レーベル系列所属の雅-MIYAVI-が参加している。
2011年、バンドとしての活動の休止を発表し、マッデン兄弟はサイド・プロジェクトThe Madden Brothersを始動。
2015年、4年ぶりに再始動することを発表。バンド結成20周年を迎える2016年に前作から6年ぶりとなる6thアルバム『ユース・オーソリティー(Youth Authority)』をリリース。続けて2018年に7thアルバム『ジェネレーション Rx(Generation Rx)』をリリース。

## メンバー

### 現在のメンバー
- ジョエル・マッデン（Joel Madden, 1979年3月11日 - ）：リードボーカル

双子の弟。ヒラリー・ダフとの熱愛で知られていたが2006年11月破局。その後ライオネル・リッチーの養女であるニコール・リッチーとの交際を経て結婚。二児の父。
- ベンジー・マッデン（Benji Madden, 1979年3月11日 - ）：リズムギター、ボーカル

双子の兄。2005年（平成17年）9月には、当時土屋アンナの義姉であったタレント・こずえ鈴（現フリーディア・ニイムラ）とカリフォルニア州で同棲していることが報じられた。その後女優のソフィー・モンクと婚約していたが破局、さらにその後パリス・ヒルトンと交際していたが破局したと報じられている。2014年12月、キャメロン・ディアスとの婚約が報じられ、翌年1月5日にキャメロンのビバリーヒルズの邸宅で結婚式を挙げた。
- ポール・トーマス（Paul Thomas, 1980年10月5日 - ）：ベース

ベンジーにギターを教えた。
プロデューサーになるという夢を叶えるために色々な楽器に挑戦するなど努力家である。
- ビリー・マーティン（Billy Martin, 1981年6月15日 - ）：リードギター、キーボード

Level27というブランドを経営している。
ティム・バートン監督の大ファンで、ナイトメアー・ビフォア・クリスマスのグッズを集めている。
漫画家になるのが夢だったせいかアニメーターとしての腕はプロ級。
- ディーン・バターワース（Dean Butterworth, 1976年9月26日 - ）：ドラムス

イギリス人。10歳でアメリカに移住、13歳でドラムを始めた。彼はこれまでモリッシーやベン・ハーパー、ジョン・リー・フッカーとプレイしたこともあるベテランドラマーである。彼についてジョエルは「彼はすごいドラマーってだけじゃなくて、本当にいい人なんだ。とにかく安定してるし助かってるよ」と発言している。

### 元メンバー
- アーロン・エスコロピオ（Aaron Escolopio, - ）：ドラムス

2001年脱退。現在はウェイクフィールドに在籍。
- クリス・ウィルソン（Chris Wilson, 1981年5月5日 - ）：ドラムス

2001年加入、2005年脱退。現在はザ・サマー・オブセッションに在籍。

### メンバー脱退について
クリス・ウィルソン
クリス・ウィルソンのクビの理由は彼がドラッグに溺れていたためである。
また、彼は脱退後の2006年、曲に対する印税が入っていないとグッド・シャーロットに文句をいい（彼のブログに掲載）、訴えるとまで脅しをかけた。
これに対して、マッデン兄弟とビリー、ポールは同年9月に、彼は曲作りには参加していないから印税は関係ないはず、とコメントを出し、また「あんなによくしてやったのに…」ともらしていた。

## エピソード・プライベート
- 親日家として知られ、日本語を勉強している。楽曲でも日本語が用いられたものが複数ある。
- マッデン兄弟はデビュー当時は酒もタバコも無理だったが、今ではどちらも嗜んでいる様子である。
- 中心メンバーのマッデン兄弟は実兄のジョシュ・マッデンらと「DCMA Collective」というブランドを経営するなど、幅広い分野で活躍している。

### 兄弟仲
兄弟仲はとても良い。その仲の良さは、記者会見中、お互いよく見合いニコニコし合う事も多々見られ、またジョエルと当時交際中で後に結婚したニコール・リッチーと、ベンジーと元婚約者で当時交際していたソフィー・モンクの4人でのダブルデートをしたり、身近なことはすぐお互い話して、それで満足して彼女に話すのを忘れてしまうぐらいだという。また、彼らの家の距離は500メートルほどとかなり近い。
彼ら兄弟の趣味は対照的で、ベンジーは少し暗めだが、ジョエルは豪華で伝統的なものが好きらしく、それは彼らの家にも反映されている。雑誌「INROCK」の彼らのインタビューによると、ジョエル曰く「ベンジーの家はディズニー映画のホーンテッドマンションみたいで、ちょっとゴシックな家」、ベンジー曰く「ジョエルは趣味の悪い金持ちみたいな家」とのことである。

## ディスコグラフィー

### アルバム
| 年                                        | タイトル                         | アルバム詳細                                                                                                 | チャート最高位 | チャート最高位 | チャート最高位 | チャート最高位 | チャート最高位 | チャート最高位 | チャート最高位 | チャート最高位 | チャート最高位 | チャート最高位 | 認定                                                                               |
| 年                                        | タイトル                         | アルバム詳細                                                                                                 | US             | AUS            | AUT            | CAN            | GER            | NLD            | NZ             | SWE            | SWI            | UK             | 認定                                                                               |
| ----------------------------------------- | -------------------------------- | --- | -------------- | -------------- | -------------- | -------------- | -------------- | -------------- | -------------- | -------------- | -------------- | -------------- | ---------------------------------------------------------------------------------- |
| 2000                                      | Good Charlotte                   | - 発売日: 2000年9月26日 - レーベル: Daylight, Epic - フォーマット: CD, digital download - 全米売上: 50万枚   | 185            | —              | —              | —              | —              | —              | 12             | —              | —              | 194            | - US: ゴールド - NZ: プラチナ - UK: シルバー                                       |
| 2002                                      | The Young and the Hopeless       | - 発売日: 2002年10月1日 - レーベル: Daylight, Epic - フォーマット: CD, digital download - 全米売上: 350万枚  | 7              | 9              | 20             | 1              | 37             | 57             | 6              | 7              | 46             | 15             | - US: 3× プラチナ - AUS: プラチナ - CAN: 2× プラチナ - NZ: プラチナ - UK: プラチナ |
| 2004                                      | The Chronicles of Life and Death | - 発売日: 2004年10月5日 - レーベル: Daylight, Epic - フォーマット: CD, digital download - 全米売上: 220万枚  | 3              | 1              | 11             | 2              | 18             | 50             | 11             | 13             | 20             | 8              | - US: プラチナ - AUS: プラチナ - UK: シルバー                                      |
| 2007                                      | Good Morning Revival             | - 発売日: 2007年3月27日 - レーベル: Daylight, Epic - フォーマット: CD, digital download - 全米売上: 31.5万枚 | 7              | 5              | 10             | 2              | 10             | 58             | 2              | 23             | 7              | 13             | - AUS: プラチナ - CAN: ゴールド - NZ: プラチナ - UK: シルバー                      |
| 2010                                      | Cardiology                       | - 発売日: 2010年11月2日 - レーベル: Capitol - フォーマット: CD, digital download - 全米売上: 5.2万枚         | 31             | 3              | 29             | 44             | 46             | —              | 18             | —              | 24             | 63             | - AUS: ゴールド                                                                    |
| 2016                                      | Youth Authority                  | - 発売日: 2016年7月15日 - レーベル: MDDN - フォーマット: CD, digital download                                | 23             | 1              | 15             | 20             | 17             | 77             | 15             | —              | 8              | 13             |                                                                                    |
| 2018                                      | Generation Rx                    | - 発売日: 2018年9月14日 - レーベル: MDDN, BMG - フォーマット: CD, digital download                           | 164            | 24             | 29             | 80             | 42             | —              | —              | —              | 32             | 31             |                                                                                    |
| "—"は未発売またはチャート圏外を意味する。 |                                  | |                |                |                |                |                |                |                |                |                |                |                                                                                    |

### コンピレーション・アルバム
- グレイテスト・リミックス - Greatest Remixes （2008年） 日本盤のみボーナス・トラック5曲収録。
- グレイテスト・ヒッツ - Greatest Hits （2011年） Sony（エピック）最後のアルバム。日本盤のみボーナス・トラック3曲収録。

### DVD
- ビデオ・コレクション - Video Collection（2003年）
- ライヴ・アット・ブリクストン・アカデミー - Live At Brixton Academy（2004年）

2003年12月にイギリスのブリクストン・アカデミーで行われたライヴ映像とビハインド・ザ・シーンなどを収録。
- ファスト・フューチャー・ジェネレーション - Fast Future Generation （2007）

CDとの2枚組で、ライブの裏とトークを収めたもの。CDにはGood Morning Revival に収められている「Keep Your Hands Off My Girl 」とそのPV（ストリートヴァージョン）がCDエクストラ仕様で収められている。